# Robert Stangland
Robert Sedgwick Stangland, född 5 oktober 1881 i New York, död 15 december 1953 i Nyack, var en amerikansk friidrottare.
Stangland blev olympisk bronsmedaljör i längdhopp och tresteg vid sommarspelen 1904 i Saint Louis.